# June Dally-Watkins
June Marie Dally-Watkins (nacida Skewes; Sídney, 12 de junio de 1927-Sídney, 22 de febrero de 2020) fue una modelo y empresaria australiana.

## Biografía
Hija de Caroline María Skewes, June Maria Skewes nació en Sídney el 12 de junio de 1927. En 1940 su madre contrajo matrimonio con David Dally-Watkins de quien Junes tomó su apellido pasando a ser Junes Dally-Walkins. Tras el divorcio de su madre, ambas se trasladaron en 1944 a Sídney donde trabajaron en una tienda de ropa, poco después Junes fue contratada como modelo de sombreros en el mismo comercio. Su trayectoria como modelo continuó realizando trabajos para catálogos de y desfiles de moda. En 1950 inició la primera escuela del hemisferio sur basada en entrenamiento de etiqueta y protocolo para mujeres. Un año después, inició la primera escuela de modelaje de Australia. Pasó a ser la mujer con más conocimientos en etiqueta y protocolo de toda Australia, siendo requerida constantemente su opinión y asesoría en programas televisivos y radiales, y en certámenes de belleza a nivel nacional.
Participó en el programa de televisión australiano Bogan Hunters en el 2014, donde dio sus consejos habituales sobre etiqueta y pasarela.
Falleció por causas naturales en Sídney el 22 de febrero de 2020 a los 92 años.

## Premios y reconocimientos
- 1949 Modelo del año en Australia.[3]
- 1993, Medalla de la orden de Australia.[2]
- 2014 fue nombrada Australian Legens (leyenda australiana).[2]